# Henrik de Monpezat
Pour les articles homonymes, voir Henrik de Danemark et Henri de Laborde de Monpezat.
Henrik, comte de Monpezat, né le 4 mai 2009 à Copenhague, est un membre de la famille royale de Danemark. Fils du prince Joachim de Danemark et de sa seconde épouse, Marie Cavallier, il est huitième dans l'ordre de succession au trône danois.

## Biographie

### Naissance et famille
Henrik, comte de Monpezat (né prince Henrik de Danemark) naît le 4 mai 2009 à Rigshospitalet au centre de Copenhague au Danemark. Il est le fils du prince Joachim et de sa seconde épouse Marie Cavallier.
Henrik a deux frères aînés issus de la première union du prince Joachim : Nikolai (né en 1999) et Felix (né en 2002). Il a également une sœur : Athena (née en 2012).

### Prénoms et baptême
Il est baptisé le 26 juillet 2009 avec les prénoms d'Henrik Carl Joachim Alain.
Comme dans la plupart des monarchies, tous ses prénoms se réfèrent à quelqu'un d'autre :
- Henrik est le prénom de son grand-père paternel le prince Henrik de Danemark ;
- Carl est la forme danoise du prénom Charles, celui de son oncle maternel ;
- Joachim est le prénom de son père ;
- Alain est le prénom de son grand-père maternel, Alain Cavallier.

Ses parrains et marraines sont sa tante par alliance, la reine Mary de Danemark, Britt Davidsen Siesbye, Christian Scherfig et ses oncles maternels, Charles Cavallier et Benjamin Grandet.

### Scolarité
Henrik entre en 2015 à la Sct. Joseph Søstrenes Skole (da), une école privé catholique située à Ordrup (au Nord de Copenhague).
Entre 2019 et 2023, lorsqu'il vit avec sa famille à Paris, il intègre l'École internationale bilingue (EIB), dans le 8e arrondissement de Paris.

## Titulature
- 4 mai 2009 - 1er janvier 2023 : Son Altesse le prince Henrik de Danemark, comte de Monpezat ;
- depuis le 1er janvier 2023[3] : Son Excellence Henrik, comte de Monpezat[4].

Henrik reçoit à sa naissance les titres de prince de Danemark (en danois : prins til Danmark) et de comte de Monpezat (greve af Monpezat), avec prédicat d’altesse.
À la suite d'une décision de la reine Margrethe II prise le 28 septembre 2022, les enfants du prince Joachim n'utilisent plus leurs titres de princes et princesses, et perdent le prédicat d'altesse. Depuis le 1er janvier 2023, Henrik est titré comte de Monpezat avec le prédicat d'excellence.